# Wöszupöhlen
Wöszupöhlen, 1936 bis 1938: Wöschupöhlen, 1938 bis 1945: Wöschen, litauisch Vėžupėliai, ist ein verlassener Ort im Rajon Krasnosnamensk der russischen Oblast Kaliningrad.
Die Ortsstelle befindet sich an der Regionalstraße 27A-012 (ex R 509) sieben Kilometer westlich von Kutusowo (Schirwindt).

## Geschichte

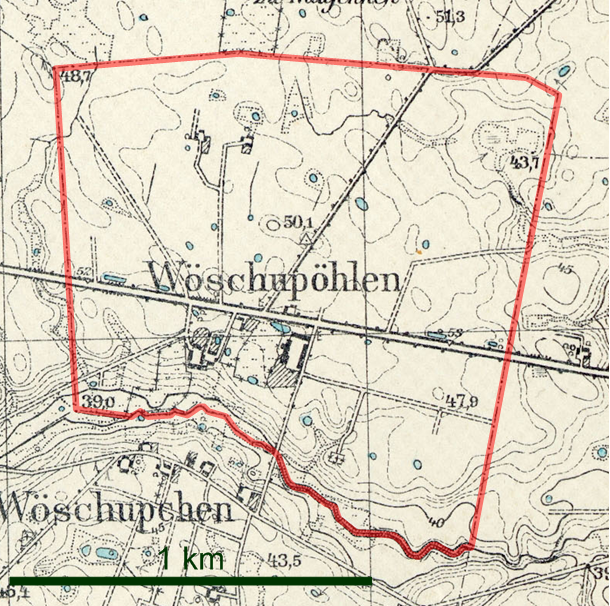
Die Gemeinde Wöschupöhlen auf einem Messtischblatt von 1937

Wöschupöhnen wurde spätestens seit 1740 erwähnt. Um 1780 war Wöszupöhlen ein kölmisches Dorf. 1874 wurde die Landgemeinde Wöszupöhlen in den neu gebildeten Amtsbezirk Pieraggen im Kreis Pillkallen eingegliedert. 1936 wurde die Schreibweise des Ortes in Wöschupöhlen geändert und 1938 wurde er in Wöschen umbenannt. 1945 kam der Ort in Folge des Zweiten Weltkrieges mit dem nördlichen Ostpreußen zur Sowjetunion. Einen russischen Namen erhielt er nicht mehr.

### Einwohnerentwicklung
| Jahr | Einwohner |
| ---- | --------- |
| 1867 | 3         |
| 1871 | 5         |
| 1885 | 43        |
| 1905 | 56        |
| 1910 | 42        |
| 1933 | 57        |
| 1939 | 72        |

## Kirche
Wöszupöhlen/Wöschen gehörte zum evangelischen Kirchspiel Schirwindt.